# Manuel Pérez de Araciel
Manuel Pérez de Araciel y Rada (Alfaro, 1653-27 de septiembre de 1726, Zaragoza) fue un religioso de origen navarro que llegó a ejercer como obispo de León y posteriormente como arzobispo de Zaragoza.

## Orígenes familiares
Manuel nació en Alfaro, solar de la casa de los Araciel, linaje hidalgo proveniente del reino de Navarra con tradición en la abogacía, siendo hijo de Álvaro Pérez de Araciel y de Bárbara de Rada y Elío, nieta de Juan de Rada Cruzat, alcalde de la Real Corte Mayor de Navarra y oidor del Consejo Real de Navarra, al igual que fue sobrino de García Pérez de Araciel.
Sus padres además de tenerlo a él tuvieron otros hijos entre ellos:
- Alonso Pérez de Araciel y Rada (1650-?) fue merino de Olite, alcalde de la Real Corte Mayor de Navarra, consejero del Consejo Real de Navarra, al igual que posteriormente fue lugarteniente de la Sumaria y presidente del Consejo de Santa Clara en el Virreinato de Nápoles debido a las influencias de su hermano Vicente.[4]
- García Pérez de Araciel y Rada (1644-1718) fue consejero de Castilla desde 1700 y de la Cámara desde 1715.[5]
- Vicente Pérez de Araciel y Rada (1657 – 1734) ejerció como Regente del Consejo de Italia y presidente del Consejo de las Órdenes Militares.

## Biografía
Siendo catedrático de Alcalá, fue obispo de León desde el 28 de abril del 1704 hasta que fue elegido como arzobispo de Zaragoza el 27 de marzo del 1714, siendo confirmado el 13 de junio de ese mismo año y ejerciendo como tal hasta su muerte el 27 de septiembre del 1726.

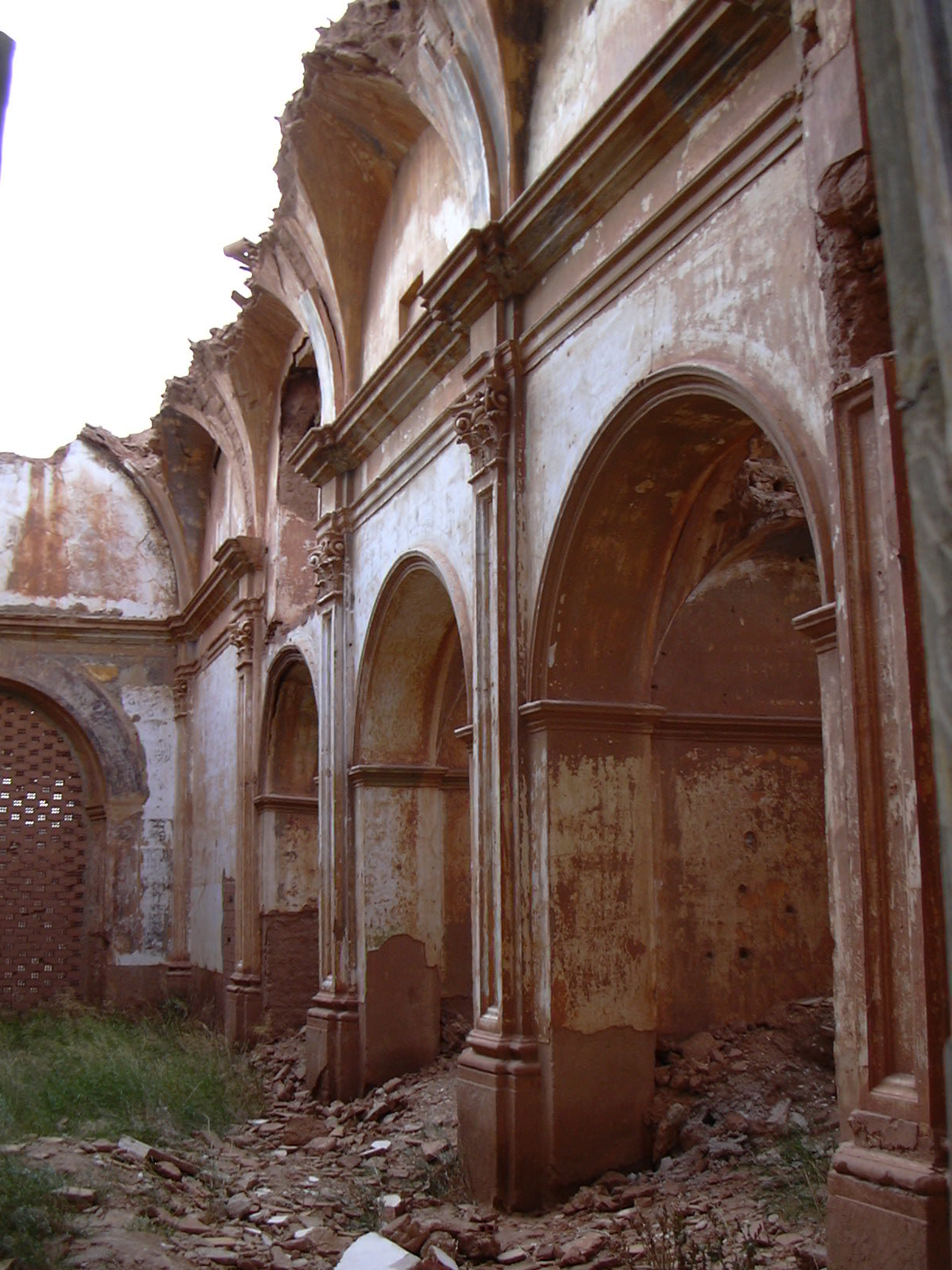
El seminario fue destruido durante la Guerra Civil Española.

Durante su episcopado y en especial en la capital aragonesa destacó por las diversas obras artísticas que encargó, como las obras en la capilla mayor, la decoración de la capilla de Tomás de Villanueva del Trascoro de la Seo o la construcción de un nuevo archivo entre los años 1714 y 1715, y donaciones que hizo a diversas iglesias y conventos, como fue por ejemplo el legado de 400 escudos que dejó para la construcción de un retablo para el convento de las carmelitas que llevaba su escudo personal, a quienes también había apoyado económicamente para finalizar la construcción de la iglesia de su convento.
Fundó un seminario en la Ermita de los Desamparados de Belchite, dotándole con renta de 10.000 escudos y destinándole a ejercicios en que probar la vocación, habiendo de residir los subdiáconos medio año y los diáconos y sacerdotes los intersticio. Se encuentra en ruinas actualmente tras su abandono tras su saqueo durante la Guerra de Independencia, aunque posteriormente el arzobispo Manuel García y Gil lo restauró, aunque fue tomado el 2 de septiembre del 1937 durante la Batalla de Belchite, quedando desde entonces abandonado.

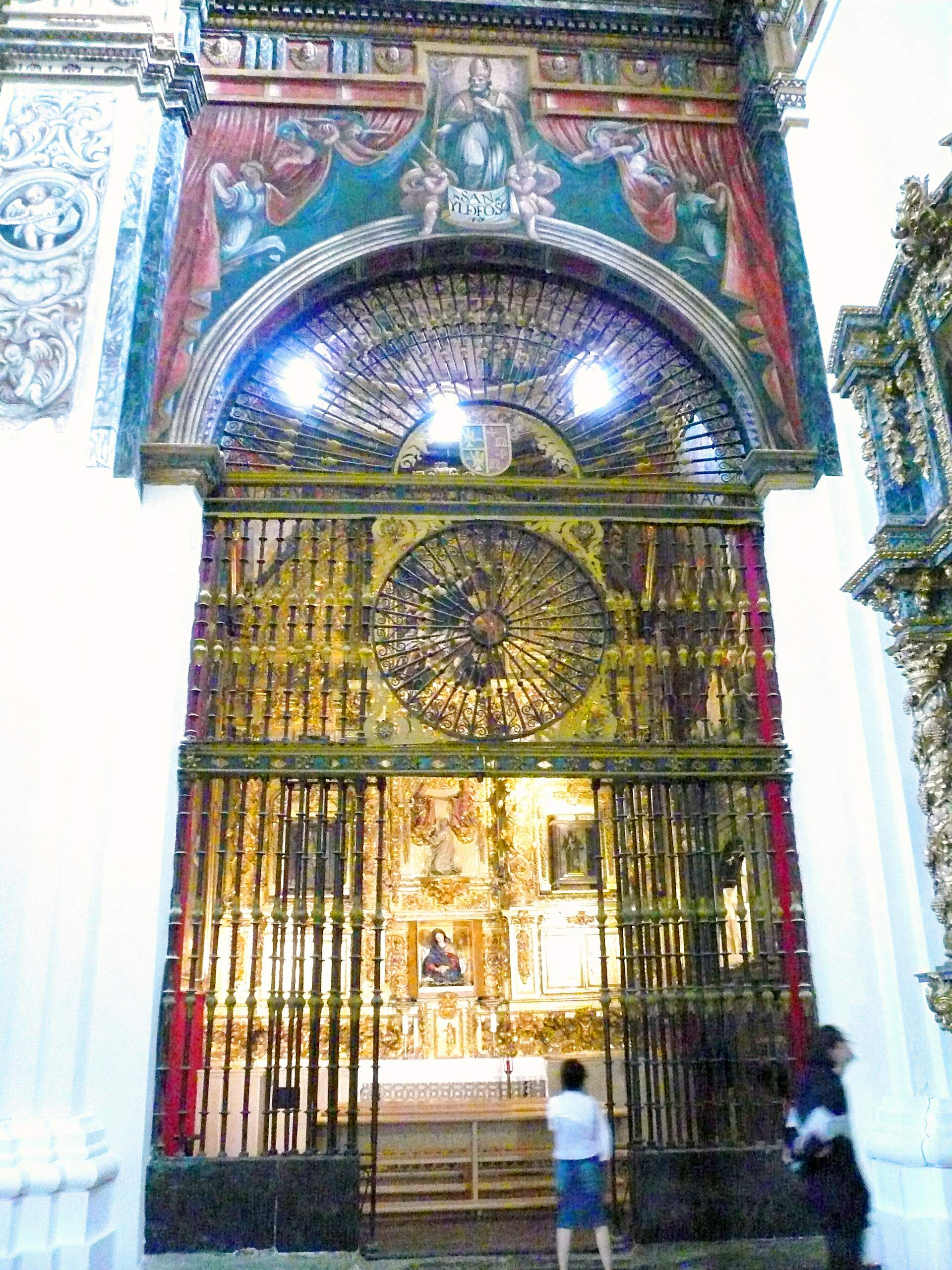
En el lado derecho de la capilla se encuentra el sepulcro del corazón del arzobispo.

Tras su muerte, fue enterrado en la capilla de San Ildefonso de la Colegiata de Alfaro, ya que esta era el panteón familiar, aunque él en origen deseaba ser enterrado en la capilla de San Tomás de Villanueva que había contribuido a decorar en la Seo de Zaragoza.

## Obra
Dentro de su obra pastoral se conoce su carta pastoral, una epístola de diez páginas titulada "A losRetores, Vicarios, Racioneros, Beneficiados, y demás Sacerdotes, y Eclesiasticos ... de nuestra Diocesi", dirigida a las poblaciones de Belchite, Cariñena, Épila y sus alrededores.